# 汪嵩
汪 嵩（おう すう、1983年10月12日 - ）は、中華人民共和国・貴州省貴陽市出身のサッカー選手。中国サッカー・甲級リーグ・四川九牛足球倶楽部所属。ポジションはミッドフィールダー。

## 経歴
2000年に四川冠城足球倶楽部でレフトミッドフィールダーとしてデビューし、2005年に同チームが解散にいたるまで、レギュラーの座を獲得するなど、徐々に力をつけて行く。2006年から2009年まで成都謝菲聯足球倶楽部に所属し、フォワードやキャプテンも務める。2007年には同チームの24試合に出場し、17ゴールをあげて得点ランキングで首位を獲得。その活躍により、同年11月に中国代表に選出。中国代表を指揮したヴラディミル・ペトロヴィッチ監督に認められ、2008年1月20日に行われたレバノン代表との試合で、国際デビューを果たす。 「中国のオーウェン」と呼ばれるほどの実力を誇り、ブルガリアのチームに移籍すると噂されたが、結局破談になる。2008年には所属の成都謝菲聯が1部リーグの中国超級で13位にまで上りつめたものの、翌年降格し、杭州緑城足球倶楽部への移籍が決定した。

## 私生活
2006年ミス・ユニバース中国四川地区代表の曽美娟と、6年間交際していた。

## その他
2012年に杭州緑城の監督に就任した岡田武史について、CCTVのインタビューで「岡田監督はとても良い監督だ。デビューしたばかりの若手選手がすぐにこんな良い監督のもとでプレーできるなんて、本当に羨ましい。実力さえ有れば、出場のチャンスがある」と答え、賄賂やコネが横行する中国サッカー界に、岡田が公正な実力主義を導入していることを喜んだ。